# Itajaí
Itajaí este un oraș în Santa Catarina (SC), Brazilia.